# 2,5-di-hidroxitolueno
2,5-Diidroxitolueno, também chamado de 2-metilbenzeno-1,4-diol ou 2-metil-hidroquinona, é um composto orgânico, um bifenol do tolueno, de fórmula C7H8O2 e massa molecular 124,14. É classificado com o número CAS 96937-50-7 e EINECS 202-443-7. Apresenta densidade de 1,21g/cm3, ponto de fusão de 125-128 °C, ponto de ebulição de 277,8°C a 760 mmHg, ponto de fulgor de 140,2°C e solubilidade em água	de 77 g/L (a 25℃)